# Cyanopterus regnatrix
Cyanopterus regnatrix är en stekelart som först beskrevs av Cresson 1865.  Cyanopterus regnatrix ingår i släktet Cyanopterus och familjen bracksteklar. Inga underarter finns listade i Catalogue of Life.